# Cameron Park
Cameron Park é uma região censitária do estado norte-americano da Califórnia, no condado de El Dorado.

## Geografia
A área total da cidade é de 19,2 km² (7,4 mi²) waarvan slechts 0,94% water is.

## Demografia
De acordo com o censo de 2000, a densidade populacional é de 763,2/km² (1975,8/mi²) entre os 14.549 habitantes, distribuídos da seguinte forma:
- 92,25% caucasianos
- 0,63% afro-americanos
- 0,89% nativo americanos
- 1,44% asiáticos
- 0,12% nativos de ilhas do Pacífico
- 1,88% outros
- 2,80% mestiços
- 6,70% latinos

Existem 4147 famílias na cidade, e a quantidade média de pessoas por residência é de 2,63 pessoas.

## Localidades na vizinhança
O diagrama seguinte representa as localidades num raio de 24 km ao redor de Cameron Park.